# 제33회 유럽 영화상
제33회 유럽 영화상은 2020년 12월 12일에 열린 시상식이다.

## 수상 및 후보

### 유러피안 작품상
- 어나더 라운드 - 토마스 빈터베르그 수상
- 베를린 알렉산더 광장 - 부란 쿠바니
- 문신을 한 신부님 - 얀 코마사
- 마틴 에덴 - 피에트로 마르첼로
- 페인티드 버드 - 바츨라프 마르호울
- 운디네 - 크리스티안 펫졸드

### 유러피안 코메디상
- 더 빅 히트 - 엠마누엘 쿠르콜 수상
- 어드밴티지 오브 트레블링 바이 트레인 - 아리츠 모레노
- 아모르파티: 인생은 즐거워 - 파멜라 톨라

### 유러피안 디스커버리 비평가상
- 쏠레 - 카를로 시로니 수상
- 풀 문 - 네르민 함자기치
- 가가린 - 파니 리에타르 외 1명
- 인스팅트 - 핼리너 레인
- 이삭 - 저기스 마툴레비시어스
- 점보 - 조이 위톡

### 유러피안 다큐멘터리상
- 콜렉티브 - 알레그잔데르 나나우 수상
- 아카사, 마이 홈 - 라두 치오르니치우크
- 군다 - 빅토르 코사코프스키
- 리틀 걸(영어판) - 세바스찬 리프쉬츠
- 사우디 런어웨이 - 수산느 레지나 미우레스
- 동굴 - 페라스 파이야드

### 유러피안 애니메이션상
- 요제프 - 아우렐 수상
- 캘러미티 제인 - 레미 샤예
- 클라우스 - 서지오 파블로스 외 1명
- 더 노즈 오얼 컨스피러시 오브 매버릭스 - 안드레이 크르자노프스키

### 유러피안 단편영화상
- 올 캣츠 아 그레이 인 더 다크 - 라세 린더 수상
- 지니어스 로시 - 에이드리안 메리죠
- 패스트 퍼펙트 - 호르헤 제이콤
- 선 도그 - 도리안 제스퍼스
- 토마스 삼촌 : 일상의 회계 - 레지나 페소아

### 유러피안 감독상
- 어나더 라운드 - 토마스 빈터베르그 수상
- 샬러턴 - 아그네츠카 홀란드
- 문신을 한 신부님 - 얀 코마사
- 호프 - 마리아 소달
- 마틴 에덴 - 피에트로 마르첼로
- 썸머 85 - 프랑소와 오종

### 유러피안 여우주연상
- 운디네 - 폴라 비어 수상
- 차터 - 아네 달 토르프
- 다우. 나타샤 - 나탈리아 베레스나야
- 호프 - 안드레아 베인 호픽
- 마더 - 마르타 니에토
- 마이 리틀 시스터 - 니나 호스

### 유러피안 남우주연상
- 어나더 라운드 - 매즈 미켈슨 수상
- 문신을 한 신부님 - 바르토시 비엘레니아
- 폴링 - 비고 모텐슨
- 파더 - 고란 보그단
- 히든 어웨이 - 엘리오 게르마노
- 마틴 에덴 - 루카 마리넬리

### 유러피안 각본상
- 어나더 라운드 - 토마스 빈터베르그 외 1명 수상
- 어른의 부재 - 코스타 가브라스
- 배드 테일즈 - 파비오 디노첸초 외 1명
- 베를린 알렉산더 광장 - 마틴 벵크 외 1명
- 문신을 한 신부님 - 마테우스 파체비치
- 마틴 에덴 - 피에트로 마르첼로 외 1명

### 유러피안 촬영상
- 히든 어웨이 - 마테오 코코 수상

### 유러피안 음악상
- 베를린 알렉산더 광장 - 대샤 다우엔하우어 수상

### 유러피안 편집상
- 일 바르코 - 원스 모어 언투 더 브리치 - 마리아 판타스티카 발모리 수상

### 유러피안 미술감독상
- 더 퍼스널 히스토리 오브 데이빗 코퍼필드 - 크리스티나 카살리 수상

### 유러피안 사운드상
- 리틀 걸(영어판) - Yolande Decarsin 외 1명 수상

### 유러피안 의상디자이너상
- 히든 어웨이 - 우슬라 팻잭 수상

### 유러피안 헤어&메이크업상
- 더 엔들리스 트렌치 - 요란다 피나 외 2명 수상

### 유러피안 시각효과상
- 더 플랫폼 - INAKI MADARIAGA 수상

### 유러피안 대학영화상
- 사우디 런어웨이 - 수산느 레지나 미우레스 수상
- 어나더 라운드 - 토마스 빈터베르그
- 베를린 알렉산더 광장 - 부란 쿠바니
- 문신을 한 신부님 - 얀 코마사
- 슬라롬 - 샬린 파비에

### 올해의 유러피안 공동제작상
- 루이스 우바노 수상

### EFA 혁신적인 스토리텔링
- 마크 코신스 수상

### EFA 장편 영화 셀렉션
- 어른의 부재 - 코스타 가브라스
- 어나더 라운드 - 토마스 빈터베르그
- 아틀란티스 - 발렌틴 바스야노비치
- 배드 테일즈 - 파비오 디노첸초 외 1명
- 베를린 알렉산더 광장 - 부란 쿠바니
- 비트윈 헤븐 앤 어스 - 나이와 나야르
- 캣 인 더 월 - 미나 밀레바 외 1명
- 샬러턴 - 아그네츠카 홀란드
- 차터 - 아만다 커넬
- 문신을 한 신부님 - 얀 코마사
- 다우. 나타샤 - 일리야 크르자노프스키 외 1명
- 딜리트 히스토리 - 베누아 델핀 외 1명
- 에코 - 루나 루나슨
- 앙팡 테리블 - 오스카 뢰러
- 폴링 - 비고 모텐슨
- 파더 - 슬로단 고르보비치
- 파이널 리포트 - 이스트반 자보
- 히든 어웨이 - 지오르지오 디리티
- 호프 - 마리아 소달
- 빛이 있으라 - 마르코 스코프
- 마틴 에덴 - 피에트로 마르첼로
- 마더 - 로드리고 소로고옌
- 모국 - 토마스 벵그리스
- 마이 리틀 시스터 - 스테파니 추앗 외 1명
- 페르시안 레슨스 - 바딤 피얼먼
- 서번츠 - 이반 오스트로초브스키
- 슬라롬 - 샬린 파비에
- 썸머 85 - 프랑소와 오종
- 더 빅 히트 - 엠마누엘 쿠르콜
- 더 엔들리스 트렌치 - 아이토르 아레기 외 2명
- 페인티드 버드 - 바츨라프 마르호울
- 더 퍼스널 히스토리 오브 데이빗 코퍼필드 - 아만도 이아누치
- 더 플랫폼 - 가더 가츠테루-우루샤
- 운디네 - 크리스티안 펫졸드
- 어퍼케이스 프린트 - 라두 주데
- 비탈리나 바렐라 - 페드로 코스타
- 와일드랜드 - 제네트 노달
- 윌로우(영어판) - 밀코 만체프스키

### EFA 다큐멘터리 셀렉션
- 아카사, 마이 홈 - 라두 치오르니치우크
- 콜렉티브 - 알레그잔데르 나나우
- 아이 엠 낫 얼론 - 가린 호반니시안
- 리틀 걸(영어판) - 세바스찬 리프쉬츠
- 일 바르코 - 원스 모어 언투 더 브리치 - 페데리코 페론 외 1명
- 사우디 런어웨이 - 수산느 레지나 미우레스
- 더 셀프 포트레이트 - 마가레트 올린 외 2명
- 위대한 작별 - 세르히 로즈니차
- 동굴 - 페라스 파이야드
- 더 어스 이즈 블루 에즈 언 오렌지 - 이리나 실릭
- 더 유포리아 오브 비잉 - 레카 자보
- 데이 콜 미 바부 - 산드라 비렌즈
- 발헨 호수의 비밀 - 젠나 지 원더스